# Tak Sakaguchi
Tak Sakaguchi (坂口 拓, Sakaguchi Taku) nascut el 15 de març de 1975, és un actor, director, coreògraf de lluita, stuntman i artista marcial. És conegut sobretot pel seu paper a la pel·lícula de culte de Ryuhei Kitamura, Versus. Des del seu debut, Sakaguchi ha treballat amb Kitamura en diverses ocasions, sovint apareixent al costat del seu company bàsic de Kitamura Hideo Sakaki. També ha treballat amb els col·laboradors freqüents de Kitamura, Yudai Yamaguchi i Yuji Shimomura. Sakaguchi és un talentós artista marcial, i sovint apareix en pel·lícules amb abundants escenes de baralla, normalment realitzant totes les seves pròpies acrobàcies. Se suposa que és hàbil en Bajiquan, Shorinji Kempo, boxa, kickboxing, i mentre rodava recentment Re:Born va aprendre el art marcial tàctic Zero Range Combat desenvolupat per Yoshitaka Inagawa.

## Biografia
Abans d'entrar a la indústria cinematogràfica, Sakaguchi era un lluitador clandestí de carrers conegut per la seva habilitat en les arts marcials. Va ser descobert pel llavors desconegut director Ryuhei Kitamura, que va reclutar Sakaguchi per a un paper principal a Versus. Des de llavors, Sakaguchi ha aparegut en diverses pel·lícules dirigides per Kitamura, incloses les pel·lícules Azumi, el curt de Kitamura a Jam Films titulat The Messenger' , i papers menors a Aragami i Alive. Va tenir un paper més important en l'extravagant però reeixit Battlefield Baseball (produït per Kitamura i dirigit per Yudai Yamaguchi).
El 2006 va veure a Sakaguchi en papers més populars, com ara Yashamaru a Shinobi: Heart Under Blade, i "Grave" a Death Trance . També va protagonitzar el programa japonès de tokusatsu, Kamen Rider Kabuto, com el vilà Reiji Nogi/Cassisworm. El 2008, Sakaguchi va fer el seu debut com a director amb Sakigake!! Otokojuku (també conegut com "Samurai School"), on també va protagonitzar, va escriure el guió i va coreografiar les seqüències d'acció. Va fer un cameo a la pel·lícula d'explotació de Yoshihiro Nishimura del 2008, Tokyo Gore Police, així com va dirigir/protagonitzar Yoroi: Samurai Zombie, basat en una història de Ryuhei Kitamura.
El 2011, Sakaguchi va repetir el seu paper de Yakyû Jubei a Deadball, una reimaginació de Battlefield Baseball, i també va codirigir/protagonitzar Yakuza Weapon, basat en el manga Gokudō Heiki. El 2013, Sakaguchi va anunciar la seva retirada de l'actuació per centrar-se en el treball darrere de la càmera Malgrat això, s'espera que torni a fer el seu paper de KSC2-303 a Ryuhei Versus 2 de Kitamura, i ha declarat que actualment està treballant en una seqüela de Death Trance.

## Filmografia

### Actor
- Versus (2000) – Presoner KSC2-303
- Alive (2002) – Zeros
- Battlefield Baseball (2003) – Yakyū Jubei
- The Messenger (2003, segment Jam Films) - Home
- Aragami (2003) – Future Challenger
- Azumi (2003) – Sanzo Sajiki
- Godzilla: Final Wars (2004 – X-Seijin)
- Azumi 2: Mort o amor (2005) – Tsuchigumo
- Shinobi: Heart Under Blade (2005) – Yashamaru
- Cromartie High - La pel·lícula (2005) - Ichiro Yamamoto
- Death Trance (2006) Grave
- Yo-Yo Girl Cop (2006) - Enola Gay membre de la banda
- The Red Army (2007, dirigida per Kōji Wakamatsu) - Takaya Shiomi
- Sakigake!! Otokojuku (2008) – Momotaro Tsurugi
- Tokyo Gore Police (2008) – (cameo)
- Elite Yankee Saburo The Movie (2009) – Hammerhead Boss
- Mutant Girls Squad (2010) – Kisaragi
- Deadball (2011) – Yakyû Jubei
- Yakuza Weapon (2011) - Shozo
- Men's egg Drummers (2011)
- Snot rocket (2012) - Sankichi Tabana
- Why Don't You Play in Hell? (2013) – Sasaki
- Snake of Violence (2013) – Kenji
- Max the Movie (2016) - Sakaguchi
- Re:Born (2017) - Toshiro Kuroda
- Red Blade (2018) - Saizo
- Kingdom (2019) - Saji
- Rise of the Machine Girls (2019) - Matsukata
- Crazy Samurai Musashi (2020) – Miyamoto Musashi
- Osaka girl (2020) - Toshiro Kuroda
- Tokyo dragon hanten (2020)
- Ninja Jaja-maru-kun (2020)
- Koi-no-haka (2020)
- Boryoku Muso (2021)
- Prisoners of the Ghostland (2021)[4]
- 1%er: One-Percenter (2022)[5]
- Bad City (2023) - Han[6]

### Director
- Sakigake!! Otokojuku (2008)
- Yoroi: Samurai Zombie (2008)
- Mutant Girls Squad (Primer segment) (2010)
- Yakuza Weapon (2011)

### Guionista
- Sakigake!! Otokojuku (2008)

### Coreògraf de combat
- Godzilla: Final Wars (2004)
- Death Trance (2006)
- Akihabara@DEEP (2006)
- Sakigake!! Otokojuku (2008)
- Ai no Mukidashi (2009)
- Yakuza girl (2010)
- Cold fish (2010)
- Himizu (2012)
- Kurocorch (2013)
- Tokyo tribe (2014)
- Torakage (2015)
- Iron grandmother (2015)
- Real Oni gokko (2015)
- HiGH&LOW THE RED RAIN （2016)
- Blue hearts ga kikoeru (2017)
- Tokyo vampire hotel (2017)
- Sekai ha kyo-kara kimi no mono (2017)
- Kodoku meat ball machine (2016)
- Final life (2017)
- Demekin (2017)
- Kuso yaro to Utsukushiki sekai [pianist o utsuna] (2018)
- Iron grandmother 2 (2018)
- Genin akai kage (2019)
- Genin Aoi kage (2019)

### Drama de televisió
- Be-Bop High School Series (2005-2005) – Toshimitsu Yamada (director de lluita)
- Koi wa jikka ja Umarenai (2005)
- Satomi Hakkenden (2006) - Suketomo Ota
- Kamen Rider Kabuto (2006) – Reiji Nogi/Cassis Worm
- Kagero no tuji (2007)
- Otome no Punch (2008)
- Yukemuri Sniper (2009)
- Crover (2012) - Hiroki Mido
- Bouncer (2017) - Seijiro Torai
- 7nin no hisho (2020) - Kuroda
- Red eyes (2021) - Mayumi